# Grygołowszczyzna
Grygołowszczyzna (biał. Грыгараўшчына; ros. Григоровщина) – wieś na Białorusi, w obwodzie witebskim, w rejonie brasławskim, w sielsowiecie Widze.

## Historia
W czasach zaborów w granicach Imperium Rosyjskiego.
W dwudziestoleciu międzywojennym wieś leżała w Polsce, w województwie nowogródzkim (od 1926 w województwie wileńskim), w powiecie dziśnieńskim (od 1926 w powiecie brasławskim), w gminie Bohiń.
Według Powszechnego Spisu Ludności z 1921 roku wieś zamieszkiwało 159 osób, 8 było wyznania prawosławnego a 151 staroobrzędowego. Jednocześnie wszyscy mieszkańcy zadeklarowali białoruską przynależność narodową. Było tu 30 budynków mieszkalnych. W 1931 w 25 domach zamieszkiwały 1334 osoby.
Miejscowość należała do parafii rzymskokatolickiej w Wasiewiczach i prawosławnej w Kozianach. Podlegała pod Sąd Grodzki w Opsie i Okręgowy w Wilnie; właściwy urząd pocztowy mieścił się w m. Koziany.